# Cnidoscolus tehuacanensis
Cnidoscolus tehuacanensis là một loài thực vật có hoa trong họ Đại kích. Loài này được Breckon mô tả khoa học đầu tiên năm 1979.